# Nordea Nordic Light Open 2003
Il Nordea Nordic Light Open 2003  è stato un torneo di tennis giocato sulla terra rossa. È stata la 2ª edizione del Nordea Nordic Light Open, che fa parte della categoria Tier IV nell'ambito del WTA Tour 2003. Si è giocato a Espoo in Finlandia, dal 4 al 10 agosto 2003.

## Campioni

### Singolare
Anna Pistolesi ha battuto in finale  Jelena Kostanić con il punteggio di 4–6, 6–4, 6–0

### Doppio
Olena Tatarkova /  Evgenija Kulikovskaja hanno battuto in finale  Tetjana Perebyjnis /  Silvija Talaja con il punteggio di 6–2, 6–4